# Тышкан
Тышкан — горная река в Панфиловском районе Алматинской области Казахстана. Общая длина реки — 60 км. Площадь водосбора — 158 км².

## География
Река Тышкан берет своё начало из ледников на стыке гор Каскабалактау и Тышкантау, принадлежащих южному склону Джунгарского Алатау. Течёт по горам в общем юго-западном направлении, затем выходит на равнину и поворачивает на юг. Протекает через населённые пункты Тышкан, Сарыбель, Турпан, Суптай. Впадает в канал Бабелян северо-восточнее города Жаркент.
В бассейне реки находится 49 ледников общей площадью 29,5 км².
Река селеопасная, так например, 24 июня 2010 года по реке прошел селевой поток с расходом — 120 м³/с.

## Притоки
- Жаманбулак[1] (лв)
- Кызылкериш[1] (лв)
- Нарын[1] (лв)
- Коктасты[1] (лв)
- Карасай[1] (лв)
- Карасай[1] (пр)
- Койракты[1] (пр)

## Фотогалерея

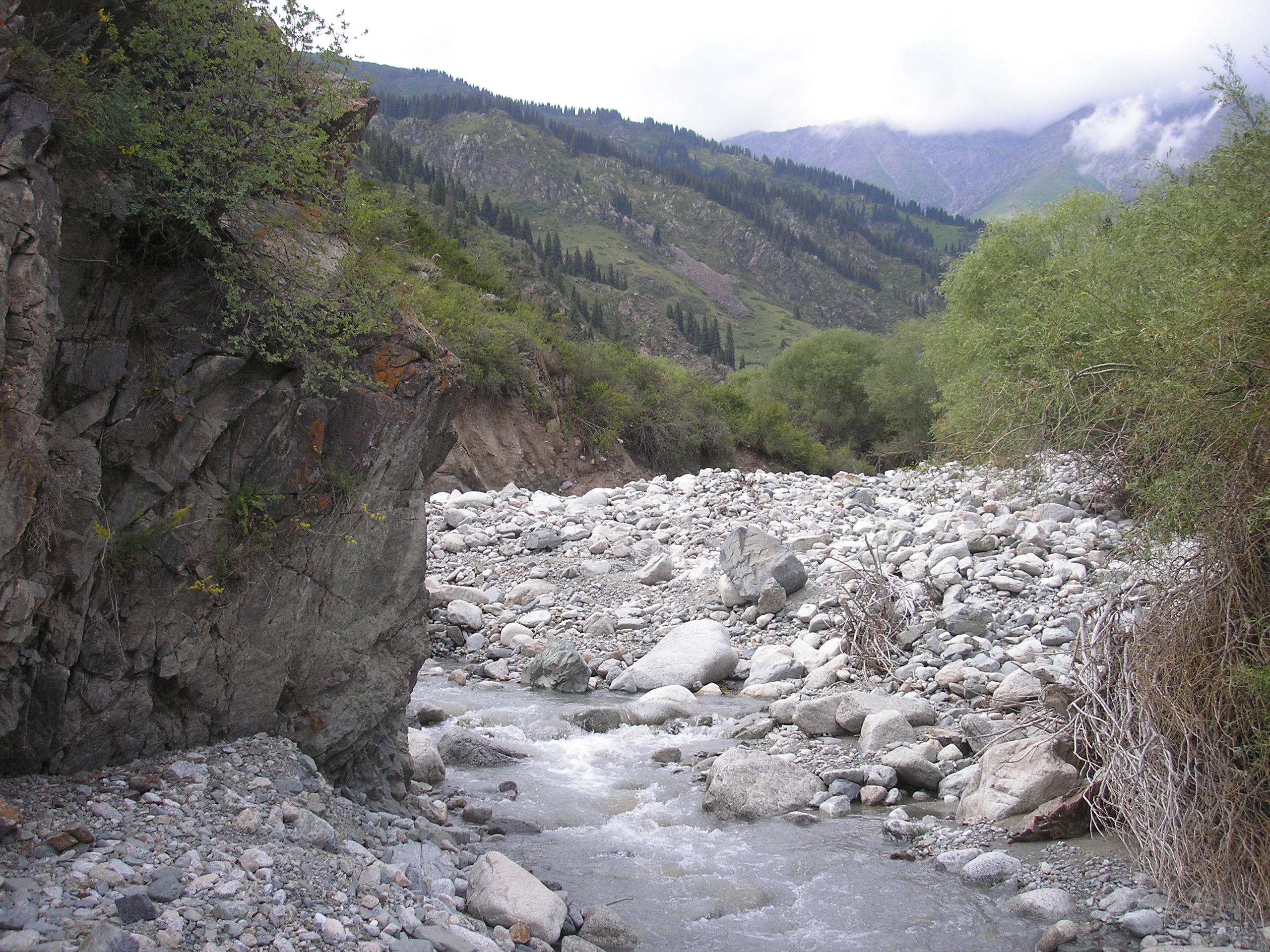
Русло реки Тышкан
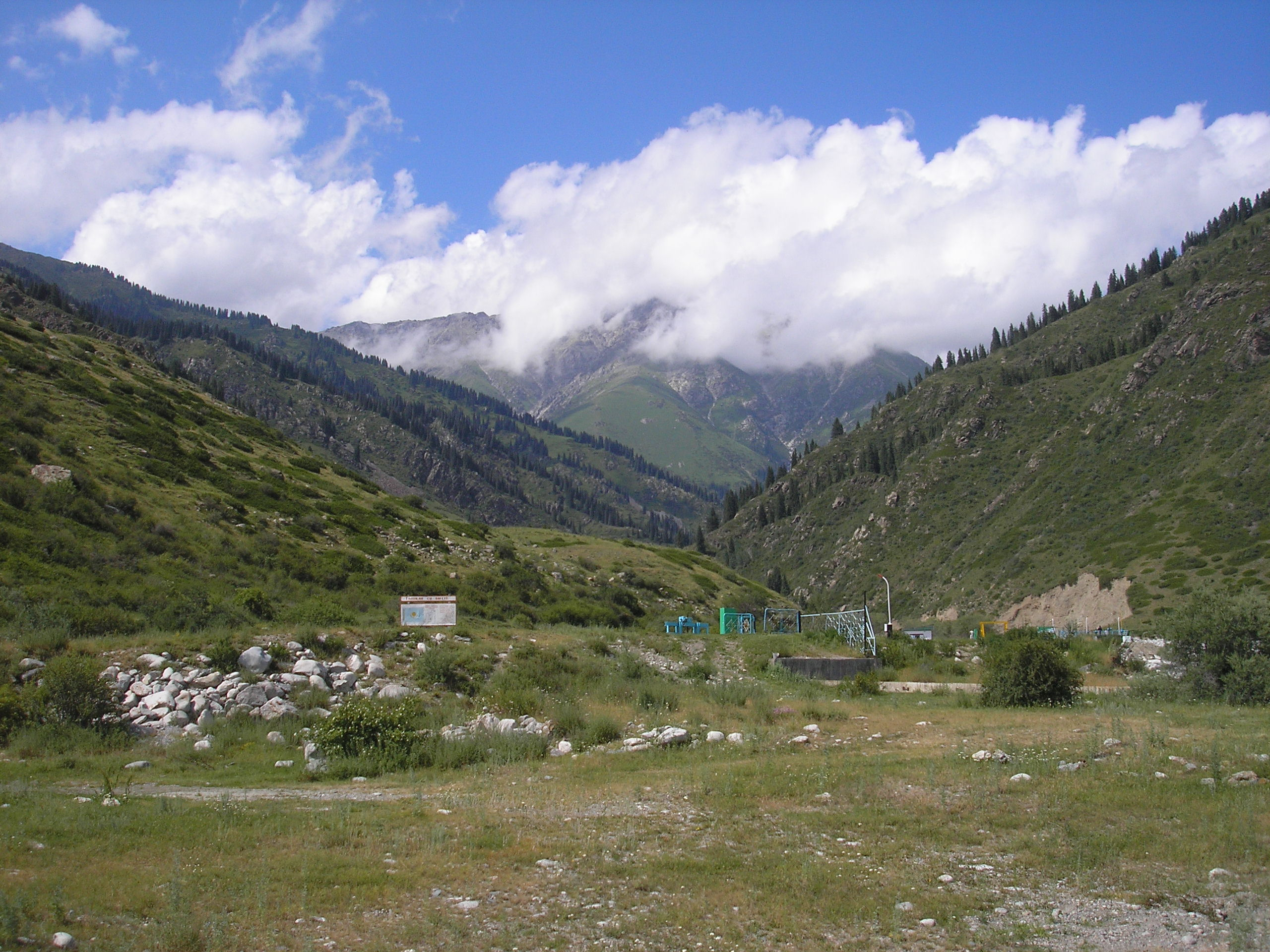
Долина реки Тышкан
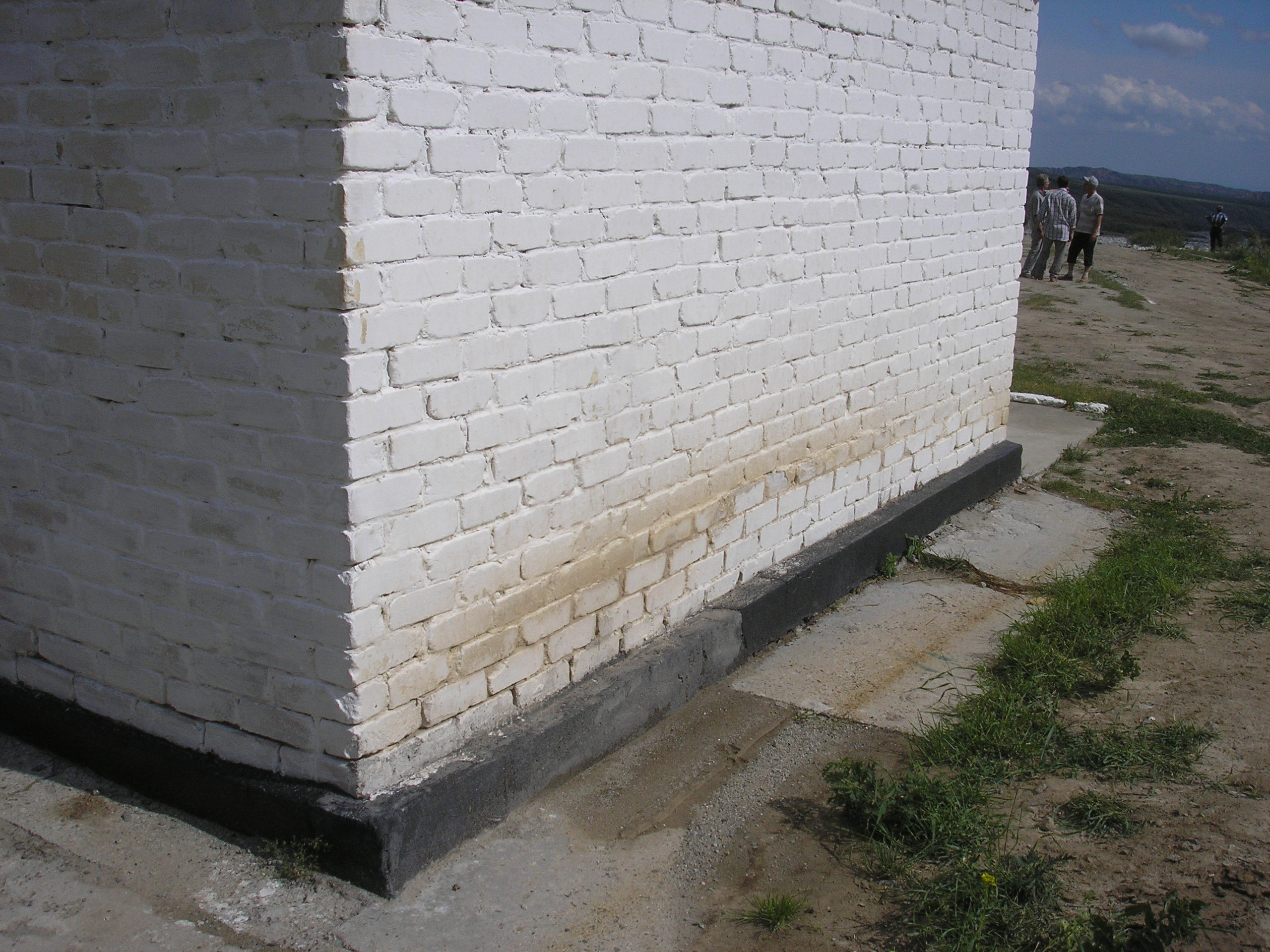
След от селевого паводка в 2010 году